# Hở khe mông

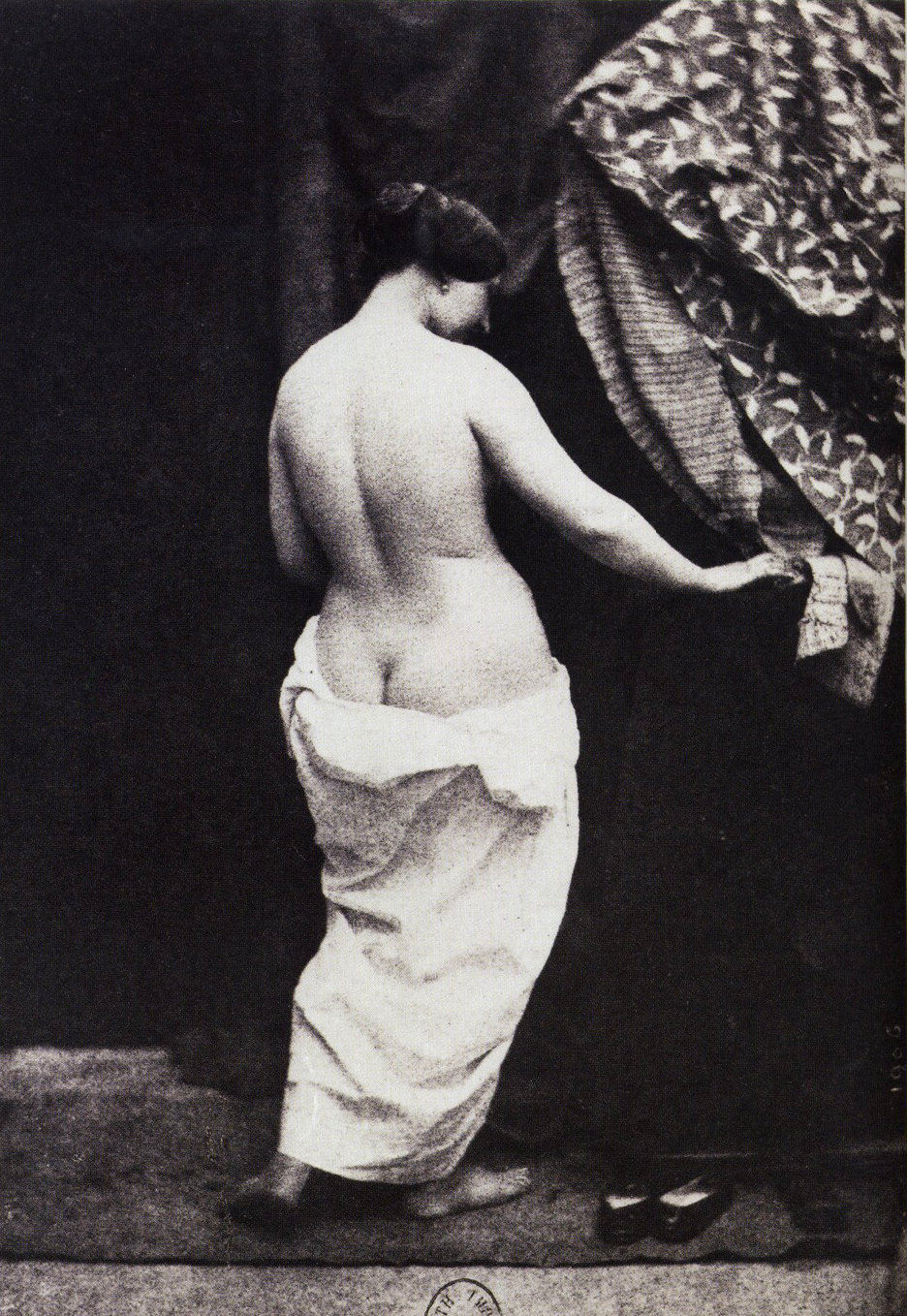
Bức ảnh Julien Vallou de Villeneuve (1854)

Hở khe mông (tiếng Anh: Buttock cleavage) là hiện tượng lộ ra một phần nhỏ của mông và khe hở giữa chúng, thường là khi mặc quần cạp trễ. Trong tiếng Anh, Crena là một thuật ngữ chính thức cho khe hở giữa mông.

## Lịch sử
Khi phải đối mặt với các vấn đề khiếm nhã vào thập niên 1930, WG Cassidy giải thích trong một bài tiểu luận của ông có tiêu đề "Private Parts: A Judicial View" ("Bộ phận riêng tư: Quan điểm của tòa án") rằng việc lộ khe mông có thể thuộc phạm vi "các bộ phận riêng tư khác" trong luật pháp Úc, mặc dù khái niệm khiếm nhã thường liên quan đến việc lộ vùng sinh dục.
Vào đầu thập niên 2000, việc để lộ mông theo cách này đã trở thành mốt đối với nam và nữ thanh niên, thường thấy khi mặc quần jean cạp trễ. Tờ báo The Cincinnati Enquirer gọi đó là "sự phân tách mới" và bày tỏ quan điểm "Hầu như không thể tìm được chiếc quần jean nào che được xương hông của bạn". Vào tháng 8 năm 2001, The Sun đã tổ chức "tuần lễ phô mông" và tuyên bố rằng "phô mông là bộ ngực mới". Để phản ứng với xu hướng này, Saturday Night Live đã phát sóng một quảng cáo nhại theo (parody advertisement) trong tập ngày 16 tháng 4 năm 2006 của họ cho một sản phẩm có tên là Neutrogena C[ot Cream với sự xuất hiện của Lindsay Lohan.
Nhà thiết kế người Anh Alexander McQueen từng được nhắc đến với tư cách là người khởi xướng kiểu quần jean hở mông, được biết đến với cái tên "bumster", trong bài phê bình văn hóa của Sheila Jeffreys thuộc Beauty and Misogyny nhan đề: Harmful Cultural Practices in the West (Các tập quán văn hóa có hại ở phương Tây). Bằng sáng chế Hoa Kỳ 6473908 từ năm 2002 là bằng sáng chế đăng ký thiết kế quần có phần hở ở mông có thể tháo rời. Vào giữa những năm 2000, Good Morning America đã báo cáo về sự gia tăng phổ biến của khe mông giữa những người nổi tiếng. Trong một cuộc phỏng vấn năm 2002 với Ultimate-Guitar.com, ca sĩ nhạc pop Avril Lavigne đã nói rằng: "Việc khoe mông giống như thương hiệu của tôi."
Vào những năm 2010, các phương tiện truyền thông đưa tin về sự phổ biến của phụ nữ đối với váy siêu ngắn và quần sọt, các kiểu quần áo này để lộ công khai "phần dưới mông" do sự bày đầu của những người nổi tiếng như LadyGaga chẳng hạn.Lady Gaga.